# Boucardicus mahermanae
Boucardicus mahermanae és una espècie de caragol terrestre pertanyent a la família Cyclophoridae.

## Hàbitat
Viu als boscos tropicals i subtropicals secs entre 100 i 340 m d'altitud.

## Distribució geogràfica
Es troba a Madagascar.

## Estat de conservació
Pateix la degradació i fragmentació del seu hàbitat natural.